# Strofa saficka mniejsza
Strofa saficka mniejsza – starożytne metrum liryczne, stworzone przez grecką poetkę Safonę z przełomu VII i VI wieku p.n.e., a później kultywowane przez licznych twórców starożytności i epoki nowożytnej. Jest jedną z dwóch metrów stworzonych przez Safonę i nazwanych jej imieniem.

## Budowa
Wiersze pisane strofą saficką mniejszą składają się z jednakowej długości zwrotek złożonych z: trzech dłuższych zawierających pięć stóp metrycznych (daktyl, spondej, trochej) rozłożonych według określonych zasad (m.in. na początku dłuższego wersu znajdował się trochej, na końcu - spondej) i czwartej krótszej złożonej z dwóch stóp. Poniżej przykład z poezji Safony (pogrubiono akcentowane sylaby)
"Φαινεταί μοι κῆνος ἴδος θέοισιν
ἔμμεν᾽ ὤνηρ, ὄττις ἐνάντιός τοι
ἰσδάνει καὶ πλάσιον ἆδυ φωνεί-
σας ὐπακούει"
Pieśń tę sparafrazował w swojej pieśni Katullus tworząc jeden z najsłynniejszych utworów lirycznych literatury rzymskiej.
"Ille mi par esse deo videtur,
ille, si fas est, superare divos,
qui sedens adversus identidem te
spectat et audit "

## Strofa saficka mniejsza w literaturze polskiej
Strofa saficka mniejsza trafiła do Polski w XVI wieku. W jednej ze swych pieśni zastosował ją Mikołaj Sęp Szarzyński. Najpopularniejszym utworem polskim naśladującym strofę saficką jest Pieśń Konfederatów Barskich z dramatu Ksiądz Marek Juliusza Słowackiego (śpiewana potem przez Jacka Kaczmarskiego). Jej pierwsza zwrotka odczytana zgodnie z rozkładem stóp metrycznych brzmi:
"Nigdy z królami nie będziem w aljansach
Nigdy przed mocą nie ugniemy szyi,
Bo u Chrystusa my na ordynansach —
Słudzy Maryi."